# Regadrella okinoseana
Regadrella okinoseana är en svampdjursart som beskrevs av Isao Ijima 1896. Regadrella okinoseana ingår i släktet Regadrella och familjen Euplectellidae.
Artens utbredningsområde är havet kring Japan. Inga underarter finns listade i Catalogue of Life.